# Asthenozoospermia
Asthenozoospermia – nieprawidłowa ruchliwość plemników znajdujących się w ejakulacie. Zgodnie z obecnie obowiązującymi wartościami referencyjnymi WHO za wartość prawidłową przyjmuje się ≥ 32% plemników wykazujących ruch postępowy. Do 2010 roku WHO rekomendowało rozróżnianie dwóch typów ruchu postępowego plemników (ruch a: ≥ 20 μm/s w temp. pokojowej i ruch b: ≤ 20 μm/s w temp. pokojowej). Norma obowiązująca do 2010 roku wynosiła ≥ 25% plemników wykazujących ruch a lub ≥ 50% plemników wykazujących ruch a+b.
Przyczyny osłabionego ruchu plemników mogą być różnorodne: nieprawidłowe upłynnianie nasienia, mutacje genowe wpływające na strukturę witki plemnika, obecność bakterii w ejakulacie, obecność przeciwciał przeciwplemnikowych i inne. Ostatnio coraz większą rolę przypisuje się wpływowi stresu oksydacyjnego i reaktywnym formom tlenu (RFT). Z badań wynika, iż prawdopodobnie występujący w najądrzach (a być może również w jądrach) stres oksydacyjny wpływa na uszkodzenie funkcji mitochondriów plemnika, a w konsekwencji na niedostateczną produkcję energii oraz zaburzenia ruchliwości plemników.